# Charlieu
Charlieu je naselje in občina v jugovzhodnem francoskem departmaju Loire regije Rona-Alpe. Leta 2009 je naselje imelo 3.649 prebivalcev.

## Geografija
Kraj leži v pokrajini Forez ob reki Sornin, 19 km severovzhodno od Roanne.

## Uprava
Charlieu je sedež istoimenskega kantona, v katerega so poleg njegove vključene še občine Boyer, Chandon, Jarnosse, Maizilly, Mars, Nandax, Pouilly-sous-Charlieu, Saint-Denis-de-Cabanne, Saint-Hilaire-sous-Charlieu, Saint-Nizier-sous-Charlieu, Saint-Pierre-la-Noaille, Villers in Vougy s 15.623 prebivalci (v letu 2010).
Kanton Charlieu je sestavni del okrožja Roanne.

## Zgodovina
Prva omemba naselbine, tedaj imenovane Carus Locus, sega v leto 994. Nastala je pod zaščito istoimenske benediktinske opatije na križišču glavnih poti med Parizom in Lyonom, med Loaro in Saono, na robu Burgundskega vojvodstva. Zaradi strateško pomembne lege so jo kmalu vzeli pod svoje okrilje francoski kralji, leta 1180 je bila pod Filipom Avgustom utrjena.

## Zanimivosti
- ostanki benediktinske opatije sv. Fortunata, ustanovljene leta 872,
- cerkev sv. Filiberta iz 13. stoletja,
- muzej svile; Charlieu je bil stoletje in pol poznan po svojih izdelovalcih svile, muzej predstavlja tehnološki napredek in dejavnost tkalcev od začetka 19. stoletja.